# Војно-географски положај
Војно-географски положај је положај неке државе, области или територије у односу на центре светске војне моћи. Најчешће се може односити и на положај у односу на војне блокове државе, својевремено НАТО и Варшавски пакт, а данас контратежа између САД, Русије, Кине и других војних сила.